# 埃格 (瑞士)
埃格（德語：Egg）是瑞士联邦苏黎世州乌斯特区的市镇。该市镇面积为14.48平方千米，海拔高度545米，2018年12月31日人口为8,596人。埃格主要由三个区域组成：埃格、亨特埃格和埃斯林根。